# Gekörnter Fichtenborkenkäfer
Der Gekörnte Fichtenborkenkäfer (Cryphalus abietis) ist ein Rüsselkäfer aus der Unterfamilie der Borkenkäfer (Scolytinae). Da er seine Brutsysteme in der Rinde der Wirtsbäume anlegt, wird er den Rindenbrütern zugerechnet.

## Merkmale
Die Käfer werden 1,2 bis 1,7 Millimeter lang und haben einen walzenförmigen Körper. Das vorne mit feinen Höckern versehene Halsschild ist namensgebend für die Art. Es verdeckt von oben gesehen den Kopf, sein Vorderrand ist in der Mitte ohne herausragende Höcker. Die dunkelbraun-schwarz gefärbten, matten Flügeldecken weisen feine Schuppen auf. Die Fühler und Beine sind gelb. Die Fühlergeißel ist viergliedrig, die Fühlerkeule hat drei Nähte und ist ohne Einschnitt.

## Verbreitung
Die Art ist in Mittel- und Osteuropa, Skandinavien und im europäischen Teil Russlands verbreitet.

## Lebensweise
Der Gekörnte Fichtenborkenkäfer kommt vor allem in Fichten, vorzugsweise der Gemeinen Fichte (Picea abies), aber auch der Sibirischen Fichte (Picea obovata) und der Kaukasus-Fichte (Picea orientalis) vor. Auch nutzt er Tannen (Abies) und Kiefern (Pinus) und kommt gelegentlich an Douglasien (Pseudotsuga menziesii) und Lawsons Scheinzypressen (Chamaecyparis lawsoniana) sowie Lärchen (Larix) vor. Er besiedelt vorzugsweise dünnrindige Partien der Bäume und hier vor allem Äste bzw. Astquirle. Normalerweise ist er als unbedeutender Besiedler geschwächter Äste, Zweige und Reisigreste sowie schwächerer Stämmchen (Stangenholz) aktiv. Das Fraßbild ist ein platzförmiger Muttergang von dem eng aneinander stehende, geschlängelte, zwei bis vier Zentimeter lange Larvengänge ausgehen. Sie setzen gerne an den Abzweigungen der Triebe an, aber greifen auch auf die Triebe selbst aus.
Es kommt häufig zu einer Ausbildung von zwei Generationen. Die Flugzeiten liegen im März und Juli/August.